# Hessische Badmintonmeisterschaft
Hessische Badmintonmeisterschaften werden seit der Saison 1953/1954 ausgetragen. Sie stellten in den ersten Jahren die zweithöchste Meisterschaftsebene im Badminton in Deutschland dar und waren die direkte Qualifikation für die deutschen Meisterschaften. Mit der Einführung der Südwestdeutschen Badmintonmeisterschaften in der Saison 1961/1962 wurden die Titelkämpfe um eine Ebene tiefergestellt.

## Titelträger
| Saison    | Herreneinzel                              | Dameneinzel                                  | Herrendoppel                                                                          | Damendoppel                                                                                 | Mixed                                                                                    |
| --------- | ----------------------------------------- | -------------------------------------------- | ------------------------------------------------------------------------------------- | ------------------------------------------------------------------------------------------- | ---------------------------------------------------------------------------------------- |
| 1953 1954 | Manfred Fulle (Biebricher BC)             | Lotti Reinhard (Biebricher BC)               | Günther Seilberger (Biebricher BC) Manfred Fulle (Biebricher BC)                      | Lotti Reinhard (Biebricher BC) Inge Beyer (Biebricher BC)                                   | Manfred Fulle (Biebricher BC) Lotti Reinhard (Biebricher BC)                             |
| 1954 1955 | Manfred Fulle (Biebricher BC)             | Edeltraud Corvers (1. Wiesbadener BC)        | Rai (1. Frankfurter BC) Aslam (1. Frankfurter BC)                                     | Liesel Haas (Biebricher BC) Edith Hartung (Biebricher BC)                                   | Aslam (1. Frankfurter BC) Elli Müller (1. Frankfurter BC)                                |
| 1955 1956 | Günther Seilberger (Biebricher BC)        | Erna Müller (1. Frankfurter BC)              | Günther Seilberger (Biebricher BC) Fred Haas (Biebricher BC)                          | Petra Fabian (TV Eltville) Marianne Captain (TV Eltville)                                   | Günther Seilberger (Biebricher BC) Hildegard Gessner (Biebricher BC)                     |
| 1956 1957 | Manfred Fulle (1. Wiesbadener BC)         | Erna Müller (1. Frankfurter BC)              | Manfred Fulle (1. Wiesbadener BC) Günther Schmidt (1. Wiesbadener BC)                 | Erna Müller (1. Frankfurter BC) Ingeborg Hermann (1. Frankfurter BC)                        | Günther Schmidt (1. Wiesbadener BC) Ellen Berg (1. Wiesbadener BC)                       |
| 1957 1958 | Manfred Fulle (1. Wiesbadener BC)         | Elfriede Becker (1. Wiesbadener BC)          | Peter Knack (Biebricher BC) Dieter Graulich (Biebricher BC)                           | Lotti Reinhard (Biebricher BC) Elfriede Becker (1. Wiesbadener BC)                          | Manfred Fulle (1. Wiesbadener BC) Elfriede Becker (1. Wiesbadener BC)                    |
| 1958 1959 | Manfred Fulle (1. Wiesbadener BC)         | Elfriede Becker (1. Wiesbadener BC)          | Manfred Horn (1. Frankfurter BC) Horst Friedrich (1. Frankfurter BC)                  | Lotti Reinhard (Biebricher BC) Elfriede Becker (1. Wiesbadener BC)                          | Manfred Fulle (1. Wiesbadener BC) Elfriede Becker (1. Wiesbadener BC)                    |
| 1959 1960 | Peter Knack (Biebricher BC)               | Elfriede Becker (1. Wiesbadener BC)          | Manfred Fulle (1. Wiesbadener BC) Peter Knack (Biebricher BC)                         | Rosel Filpe (TFC Wolfhagen) Elfriede Wiegand (TFC Wolfhagen)                                | Manfred Fulle (1. Wiesbadener BC) Elfriede Becker (1. Wiesbadener BC)                    |
| 1960 1961 | Manfred Horn (1. Frankfurter BC)          | Lotti Arnet (1. Wiesbadener BC)              | Manfred Fulle (1. Wiesbadener BC) Peter Knack (1. Wiesbadener BC)                     | Rosel Filpe (TFC Wolfhagen) Ursula Struthmann (TV Volkmarsen)                               | Manfred Fulle (1. Wiesbadener BC) Lotti Arnet (1. Wiesbadener BC)                        |
| 1961 1962 | Klaus-Dieter Framke (1. Wiesbadener BC)   | Rosel Filpe (TFC Wolfhagen)                  | Klaus-Dieter Framke (1. Wiesbadener BC) Uwe Jacobsen (1. Wiesbadener BC)              | Lotti Arnet (1. Wiesbadener BC) Linde Wackes (1. Wiesbadener BC)                            | Manfred Fulle (1. Wiesbadener BC) Lotti Arnet (1. Wiesbadener BC)                        |
| 1962 1963 | Wolfgang Hackbart (OSC Höchst)            | Rosel Filpe (TFC Wolfhagen)                  | Klaus-Dieter Framke (1. Wiesbadener BC) Uwe Jacobsen (1. Wiesbadener BC)              | Erna Müller (1. Frankfurter BC) Ingeborg Hermann (1. Frankfurter BC)                        | Hans-Jürgen Fischer (1. Wiesbadener BC) Edeltraut Geist (1. Wiesbadener BC)              |
| 1963 1964 | Hans-Jürgen Fischer (1. Wiesbadener BC)   | Edeltraut Geist (1. Wiesbadener BC)          | Klaus-Dieter Framke (1. Wiesbadener BC) Manfred Fulle (1. Wiesbadener BC)             | Edeltraut Geist (1. Wiesbadener BC) Herma Schneider (PSV Grün-Weiß Wiesbaden)               | Hans-Jürgen Fischer (1. Wiesbadener BC) Edeltraut Geist (1. Wiesbadener BC)              |
| 1964 1965 | Manfred Fulle (1. Wiesbadener BC)         | Edeltraut Geist (1. Wiesbadener BC)          | Klaus-Dieter Framke (1. Wiesbadener BC) Manfred Fulle (1. Wiesbadener BC)             | Edeltraut Geist (1. Wiesbadener BC) Rosel Filpe (1. Wiesbadener BC)                         | Klaus-Dieter Framke (1. Wiesbadener BC) Rosel Filpe (1. Wiesbadener BC)                  |
| 1965 1966 | Jürgen Stock (PSV Grün-Weiß Wiesbaden)    | Rosel Filpe (1. Wiesbadener BC)              | Klaus-Dieter Framke (1. Wiesbadener BC) Manfred Fulle (1. Wiesbadener BC)             | Stefanie Müller (1. Frankfurter BC) Hanne Paul (1. Frankfurter BC)                          | Manfred Fulle (1. Wiesbadener BC) Lotti Hesse (1. Wiesbadener BC)                        |
| 1966 1967 | Hans-Jürgen Fischer (1. Wiesbadener BC)   | Ann Hennemann (TS Kleinkrotzenburg)          | Torsten Winter (PSV Grün-Weiß Wiesbaden) Horst Kuhlemann (PSV Grün-Weiß Wiesbaden)    | Erna Müller (1. Frankfurter BC) Rita Werner (1. Frankfurter BC)                             | Herbert Nover (TS Kleinkrotzenburg) Ann Hennemann (TS Kleinkrotzenburg)                  |
| 1967 1968 | Torsten Winter (PSV Grün-Weiß Wiesbaden)  | Ann Hennemann (TS Kleinkrotzenburg)          | Torsten Winter (PSV Grün-Weiß Wiesbaden) Klaus-Dieter Framke (1. Wiesbadener BC)      | Erna Müller (1. Frankfurter BC) Rita Werner (1. Frankfurter BC)                             | Torsten Winter (PSV Grün-Weiß Wiesbaden) Herma Schneider (PSV Grün-Weiß Wiesbaden)       |
| 1968 1969 | Jürgen Stock (PSV Grün-Weiß Wiesbaden)    | Rita Werner (1. Frankfurter BC)              | Torsten Winter (PSV Grün-Weiß Wiesbaden) Klaus-Dieter Framke (1. Wiesbadener BC)      | Erna Müller (1. Frankfurter BC) Rita Werner (1. Frankfurter BC)                             | Torsten Winter (PSV Grün-Weiß Wiesbaden) Rosel Drolsbach (PSV Grün-Weiß Wiesbaden)       |
| 1969 1970 | Hugo Wilmes (PSV Grün-Weiß Wiesbaden)     | Rita Werner (1. Frankfurter BC)              | Torsten Winter (PSV Grün-Weiß Wiesbaden) Jürgen Stock (PSV Grün-Weiß Wiesbaden)       | Margot Cezane (TV Mainz-Zahlbach) Margit Enste (TV Mainz-Zahlbach)                          | Torsten Winter (PSV Grün-Weiß Wiesbaden) Hanne Paul (PSV Grün-Weiß Wiesbaden)            |
| 1970 1971 | Torsten Winter (PSV Grün-Weiß Wiesbaden)  | Herma Aliari (PSV Grün-Weiß Wiesbaden)       | Werner Dietz (TG Langendiebach) Horst Kröll (TG Langendiebach)                        | Ilse Reppert (1. Wiesbadener BC) Dagmar Wagner (1. Wiesbadener BC)                          | Torsten Winter (PSV Grün-Weiß Wiesbaden) Hanne Paul (PSV Grün-Weiß Wiesbaden)            |
| 1971 1972 | Torsten Winter (PSV Grün-Weiß Wiesbaden)  | Dagmar Wagner (1. Wiesbadener BC)            | Werner Dietz (TG Langendiebach) Horst Kröll (TG Langendiebach)                        | Margit Enste (TV Mainz-Zahlbach) Dagmar Wagner (1. Wiesbadener BC)                          | Torsten Winter (PSV Grün-Weiß Wiesbaden) Rosel Drolsbach (PSV Grün-Weiß Wiesbaden)       |
| 1972 1973 | Torsten Winter (PSV Grün-Weiß Wiesbaden)  | Dagmar Wagner (1. Wiesbadener BC)            | Torsten Winter (PSV Grün-Weiß Wiesbaden) Hugo Wilmes (PSV Grün-Weiß Wiesbaden)        | Rosel Filpe (PSV Grün-Weiß Wiesbaden) Herma Aliari (PSV Grün-Weiß Wiesbaden)                | Torsten Winter (PSV Grün-Weiß Wiesbaden) Rosel Drolsbach (PSV Grün-Weiß Wiesbaden)       |
| 1973 1974 | Torsten Winter (PSV Grün-Weiß Wiesbaden)  | Dagmar Wagner (1. Wiesbadener BC)            | Torsten Winter (PSV Grün-Weiß Wiesbaden) Hugo Wilmes (PSV Grün-Weiß Wiesbaden)        | Dagmar Rowland (1. Wiesbadener BC) Doris Loos (TG Langendiebach)                            | Werner Dietz (TG Langendiebach) Dagmar Wagner (1. Wiesbadener BC)                        |
| 1974 1975 | Torsten Winter (PSV Grün-Weiß Wiesbaden)  | Rosel Drolsbach (PSV Grün-Weiß Wiesbaden)    | Torsten Winter (PSV Grün-Weiß Wiesbaden) Hugo Wilmes (PSV Grün-Weiß Wiesbaden)        | Dagmar Rowland (1. Wiesbadener BC) Doris Loos (TG Langendiebach)                            | Torsten Winter (PSV Grün-Weiß Wiesbaden) Rosel Drolsbach (PSV Grün-Weiß Wiesbaden)       |
| 1975 1976 | Torsten Winter (PSV Grün-Weiß Wiesbaden)  | Edda Thesenvitz (TG Langendiebach)           | Torsten Winter (PSV Grün-Weiß Wiesbaden) Hugo Wilmes (PSV Grün-Weiß Wiesbaden)        | Edda Thesenvitz (TG Langendiebach) Doris Loos (TG Langendiebach)                            | Torsten Winter (PSV Grün-Weiß Wiesbaden) Rosel Drolsbach (PSV Grün-Weiß Wiesbaden)       |
| 1976 1977 | Torsten Winter (PSV Grün-Weiß Wiesbaden)  | Jutta Vogel (PSV Grün-Weiß Wiesbaden)        | Torsten Winter (PSV Grün-Weiß Wiesbaden) Hugo Wilmes (PSV Grün-Weiß Wiesbaden)        | Jutta Vogel (PSV Grün-Weiß Wiesbaden) Rosel Drolsbach (PSV Grün-Weiß Wiesbaden)             | Torsten Winter (PSV Grün-Weiß Wiesbaden) Rosel Drolsbach (PSV Grün-Weiß Wiesbaden)       |
| 1977 1978 | Torsten Winter (PSV Grün-Weiß Wiesbaden)  | Maren Schröder (KSV Hessen Kassel)           | Torsten Winter (PSV Grün-Weiß Wiesbaden) Hugo Wilmes (PSV Grün-Weiß Wiesbaden)        | Petra Herrmann (PSV Grün-Weiß Wiesbaden) Rosel Drolsbach (PSV Grün-Weiß Wiesbaden)          | Torsten Winter (PSV Grün-Weiß Wiesbaden) Rosel Drolsbach (PSV Grün-Weiß Wiesbaden)       |
| 1978 1979 | Werner Dietz (PSV Grün-Weiß Wiesbaden)    | Petra Herrmann (PSV Grün-Weiß Wiesbaden)     | Werner Dietz (PSV Grün-Weiß Wiesbaden) Hans-Dieter Nieth (VfN Hattersheim)            | Christel Skibbe (TG Hanau) Sieglinde Greulich (TG Hanau)                                    | Werner Dietz (PSV Grün-Weiß Wiesbaden) Petra Herrmann (PSV Grün-Weiß Wiesbaden)          |
| 1979 1980 | Werner Dietz (1. BV Maintal)              | Maren Schröder (KSV Hessen Kassel)           | Werner Dietz (1. BV Maintal) Fritz Hofmeister (TS Kleinkrotzenburg)                   | Corina Riedel (1. Wiesbadener BC) Ilse Reppert (1. Wiesbadener BC)                          | Werner Dietz (1. BV Maintal) Heidi Meitzner (PSV Grün-Weiß Wiesbaden)                    |
| 1980 1981 | Werner Dietz (1. BV Maintal)              | Maren Schröder (KSV Hessen Kassel)           | Werner Dietz (1. BV Maintal) Torsten Winter (SG Kelkheim)                             | Sonja Dickescheid (VfN Hattersheim) Petra Herrmann (VfN Hattersheim)                        | Hans-Dieter Nieth (VfN Hattersheim) Sonja Dickescheid (VfN Hattersheim)                  |
| 1981 1982 | Werner Dietz (1. BV Maintal)              | Maren Schröder (KSV Hessen Kassel)           | Torsten Winter (VfN Hattersheim) Walter Pabst (TG Langendiebach)                      | Maren Schröder (KSV Hessen Kassel) Anke Jaskolla (KSV Hessen Kassel)                        | Fritz Hofmeister (TS Kleinkrotzenburg) Petra Herrmann (VfN Hattersheim)                  |
| 1982 1983 | Werner Dietz (1. BV Maintal)              | Maren Schröder (KSV Hessen Kassel)           | Torsten Winter (VfN Hattersheim) Walter Pabst (TG Langendiebach)                      | Maren Schröder (KSV Hessen Kassel) Anke Jaskolla (KSV Hessen Kassel)                        | Torsten Winter (VfN Hattersheim) Martina Helmert (VfN Hattersheim)                       |
| 1983 1984 | Hans-Dieter Nieth (VfN Hattersheim)       | Maren Schröder (KSV Hessen Kassel)           | Torsten Winter (VfN Hattersheim) Hans-Dieter Nieth (VfN Hattersheim)                  | Maren Schröder (KSV Hessen Kassel) Anke Jaskolla (KSV Hessen Kassel)                        | Ulrich Schaper (KSV Hessen Kassel) Maren Schröder (KSV Hessen Kassel)                    |
| 1984 1985 | Werner Dietz (1. BV Maintal)              | Maren Schröder (KSV Hessen Kassel)           | Torsten Winter (VfN Hattersheim) Hans-Dieter Nieth (VfN Hattersheim)                  | Verena Kröll (TG Langendiebach) Gerdi Bohlender (TG Langendiebach)                          | Torsten Winter (VfN Hattersheim) Martina Helmert (VfN Hattersheim)                       |
| 1985 1986 | Werner Dietz (1. BV Maintal)              | Maren Schröder (KSV Hessen Kassel)           | Hans-Dieter Nieth (VfN Hattersheim) Karlheinz Fix (1. BV Maintal)                     | Verena Kröll (TG Langendiebach) Gerdi Bohlender (TG Langendiebach)                          | Rainer Deutsch (TV Volkmarsen) Andrea Schmidt (KSV Hessen Kassel)                        |
| 1986 1987 | Karlheinz Fix (1. BV Maintal)             | Maren Schröder (TV Volkmarsen)               | Thomas Wurm (TG Langendiebach) Jens Dürr (TG Langendiebach)                           | Maren Schröder (TV Volkmarsen) Monika Schmidt (TV Wetzlar)                                  | Ralph Kupries (TV Volkmarsen) Maren Schröder (TV Volkmarsen)                             |
| 1987 1988 | Thomas Wurm (TG Langendiebach)            | Maren Schröder (TV Volkmarsen)               | Thomas Wurm (TG Langendiebach) Hagen Skibbe (TG Hanau)                                | Maren Schröder (TV Volkmarsen) Bärbel Klein (TV Volkmarsen)                                 | Axel Rosenow (PSV Grün-Weiß Wiesbaden) Kirsten Vetters (PSV Grün-Weiß Wiesbaden)         |
| 1988 1989 | Hans-Dieter Nieth (VfN Hattersheim)       | Maren Schröder (TV Volkmarsen)               | Karlheinz Fix (1. BV Maintal) Günter Entzel (TG Langendiebach)                        | Monika Schmidt (VfN Hattersheim) Petra Pastor-Moreno (VfN Hattersheim)                      | Fritz Hofmeister (TG Hanau) Gerdi Bohlender (TG Langendiebach)                           |
| 1989 1990 | Michael Helber (KSV Baunatal)             | Maren Schröder (KSV Baunatal)                | Michael Helber (KSV Baunatal) Thomas Berger (KSV Baunatal)                            | Maren Schröder (KSV Baunatal) Britta Zimmermann (KSV Baunatal)                              | Michael Helber (KSV Baunatal) Maren Schröder (KSV Baunatal)                              |
| 1990 1991 | Thomas Wurm (TG Hanau)                    | Maren Schröder (KSV Baunatal)                | Thomas Wurm (TG Hanau) Hagen Skibbe (TG Hanau)                                        | Gerdi Bohlender (VfN Hattersheim) Martina Kaminski (VfN Hattersheim)                        | Günter Entzel (VfN Hattersheim) Gerdi Bohlender (VfN Hattersheim)                        |
| 1991 1992 | Thomas Wurm (TG Hanau)                    | Maren Schröder (KSV Baunatal)                | Thomas Wurm (TG Hanau) Hagen Skibbe (TG Hanau)                                        | Dominique Mirtsching (SG Anspach) Nicole Raasch (SG Anspach)                                | Günter Entzel (VfN Hattersheim) Martina Kaminski (VfN Hattersheim)                       |
| 1992 1993 | Thomas Wurm (TG Hanau)                    | Sandra Mirtsching (SG Anspach)               | Thomas Wurm (TG Hanau) Hagen Skibbe (TG Hanau)                                        | Claudia Steidler (PSV Grün-Weiß Wiesbaden) Anja Umstätter (PSV Grün-Weiß Wiesbaden)         | Günter Entzel (VfN Hattersheim) Martina Kaminski (Orplid Frankfurt)                      |
| 1993 1994 | Oliver Kudicke (SG Anspach)               | Heike Schönharting (TV Wehen)                | Oliver Kudicke (SG Anspach) Franklin Wahab (SG Anspach)                               | Sandra Mirtsching (SG Anspach) Dominique Mirtsching (SG Anspach)                            | Harald Voepel (1. BV Maintal) Gerdi Bohlender (1. BV Maintal)                            |
| 1994 1995 | Iguh Donolego (PSV Grün-Weiß Wiesbaden)   | Heike Schönharting (PSV Grün-Weiß Wiesbaden) | Iguh Donolego (PSV Grün-Weiß Wiesbaden) Yoseph Phoa (PSV Grün-Weiß Wiesbaden)         | Sandra Mirtsching (SG Anspach) Janne Vang-Nielsen (SG Anspach)                              | Oliver Ebel (KSV Baunatal) Maren Schröder (KSV Baunatal)                                 |
| 1995 1996 | Yoseph Phoa (PSV Grün-Weiß Wiesbaden)     | Heike Schönharting (PSV Grün-Weiß Wiesbaden) | Iguh Donolego (PSV Grün-Weiß Wiesbaden) Yoseph Phoa (PSV Grün-Weiß Wiesbaden)         | Dominique Mirtsching (PSV Grün-Weiß Wiesbaden) Heike Schönharting (PSV Grün-Weiß Wiesbaden) | Harald Voepel (SG Anspach) Gerdi Bohlender (1. BV Maintal)                               |
| 1996 1997 | Norman Eby (PSV Grün-Weiß Wiesbaden)      | Stefanie Struschka (PSV Grün-Weiß Wiesbaden) | Norman Eby (PSV Grün-Weiß Wiesbaden) Yoseph Phoa (PSV Grün-Weiß Wiesbaden)            | Sandra Mirtsching (SG Anspach) Janne Vang-Nielsen (SG Anspach)                              | Franklin Wahab (SG Anspach) Sandra Mirtsching (SG Anspach)                               |
| 1997 1998 | Arnd Vetters (PSV Grün-Weiß Wiesbaden)    | Heike Schönharting (PSV Grün-Weiß Wiesbaden) | Franklin Wahab (SG Anspach) Christian Tupay (SG Anspach)                              | Sandra Mirtsching (SG Anspach) Heike Schönharting (PSV Grün-Weiß Wiesbaden)                 | Harald Voepel (SG Anspach) Gerdi Bohlender (1. BV Maintal)                               |
| 1998 1999 | Arnd Vetters (PSV Grün-Weiß Wiesbaden)    | Heike Schönharting (SG Anspach)              | Arnd Vetters (PSV Grün-Weiß Wiesbaden) Daniel Fried (PSV Grün-Weiß Wiesbaden)         | Sandra Mirtsching (SG Anspach) Heike Schönharting (SG Anspach)                              | Franklin Wahab (SG Anspach) Sandra Mirtsching (SG Anspach)                               |
| 1999 2000 | Thomas Berger (KSV Baunatal)              | Sonja Martenstein (KSV Baunatal)             | Arnd Vetters (PSV Grün-Weiß Wiesbaden) Franklin Wahab (SG Anspach)                    | Sonja Martenstein (KSV Baunatal) Sandra Mirtsching (SG Anspach)                             | Franklin Wahab (SG Anspach) Sandra Mirtsching (SG Anspach)                               |
| 2000 2001 | Steve Junior (SG Anspach)                 | Sonja Martenstein (KSV Baunatal)             | Yoseph Phoa (PSV Grün-Weiß Wiesbaden) Steve Junior (SG Anspach)                       | Sonja Martenstein (KSV Baunatal) Stefanie Struschka (KSV Baunatal)                          | Franklin Wahab (SG Anspach) Sandra Mirtsching (SG Anspach)                               |
| 2001 2002 | Arnd Vetters (PSV Grün-Weiß Wiesbaden)    | Sonja Martenstein (SG Anspach)               | Arnd Vetters (PSV Grün-Weiß Wiesbaden) Franklin Wahab (SG Anspach)                    | Dominique Mirtsching (SG Anspach) Janne Vang-Nielsen (SG Anspach)                           | Franklin Wahab (SG Anspach) Sandra Mirtsching (SG Anspach)                               |
| 2002 2003 | Dieter Bauer (TV Wehen)                   | Stefanie Struschka (TV Wehen)                | Arnd Vetters (SG Anspach) Franklin Wahab (SG Anspach)                                 | Heike Franke (TV Wehen) Stefanie Struschka (TV Wehen)                                       | Franklin Wahab (SG Anspach) Sandra Mirtsching (SG Anspach)                               |
| 2003 2004 | Arnd Vetters (SG Anspach)                 | Stefanie Struschka (TV Wehen)                | Arnd Vetters (SG Anspach) Franklin Wahab (SG Anspach)                                 | Heike Franke (TV Wehen) Stefanie Struschka (TV Wehen)                                       | Franklin Wahab (SG Anspach) Sandra Mirtsching (SG Anspach)                               |
| 2004 2005 | Arnd Vetters (SG Anspach)                 | Stefanie Struschka (TV Wehen)                | Arnd Vetters (SG Anspach) Franklin Wahab (SG Anspach)                                 | Sonja Martenstein (SG Anspach) Sandra Mirtsching (SG Anspach)                               | Markus Ebert (1. BV Maintal) Katrin Lepczyk (1. BV Maintal)                              |
| 2005 2006 | Steffen Hornig (SG Anspach)               | Stefanie Struschka (TV Wehen)                | Arnd Vetters (SG Anspach) Franklin Wahab (SG Anspach)                                 | Stefanie Struschka (TV Wehen) Heidi Dössing (SG Anspach)                                    | Franklin Wahab (SG Anspach) Sonja Martenstein (SG Anspach)                               |
| 2006 2007 | Daniel Schmidt (SG Anspach)               | Stefanie Struschka (TV Wehen)                | Felix Schoppmann (SG Anspach) Daniel Benz (SG Anspach)                                | Sonja Martenstein (SG Anspach) Heidi Dössing (SG Anspach)                                   | Franklin Wahab (SG Anspach) Heidi Dössing (SG Anspach)                                   |
| 2007 2008 | Steffen Hornig (SG Anspach)               | Stefanie Struschka (TV Wehen)                | Arnd Vetters (SG Anspach) Franklin Wahab (SG Anspach)                                 | Heike Franke (TV Wehen) Stefanie Struschka (TV Wehen)                                       | Patrick Krämer (TG Hanau) Claudia Ritter (TG Hanau)                                      |
| 2008 2009 | Daniel Benz (SG Anspach)                  | Stefanie Struschka (TV Wehen)                | Arnd Vetters (SG Anspach) Franklin Wahab (SG Anspach)                                 | Stefanie Struschka (TV Wehen) Denise Naulin (TV Wehen)                                      | Felix Schoppmann (SG Anspach) Johanna Goliszewski (SG Anspach)                           |
| 2009 2010 | Daniel Schmidt (TV Wehen)                 | Stefanie Struschka (TV Wehen)                | Patrick Krämer (TG Hanau) Daniel Benz (SG Anspach)                                    | Stefanie Struschka (TV Wehen) Mona Reich (SG Anspach)                                       | Patrick Krämer (TG Hanau) Mona Reich (SG Anspach)                                        |
| 2010 2011 | Daniel Benz (SG Anspach)                  | Mona Reich (SG Anspach)                      | Daniel Benz (SG Anspach) Franklin Wahab (SG Anspach)                                  | Stefanie Struschka (TV Wehen) Mona Reich (SG Anspach)                                       | Christopher Fix (1. BV Maintal) Tessa Koschig (1. BV Maintal)                            |
| 2011 2012 | Robert Georg (TV Wehen)                   | Mona Reich (SG Anspach)                      | Christopher Fix (1. BV Maintal) Steffen Peterskovsky (1. BV Maintal)                  | Stefanie Struschka (TV Wehen) Mona Reich (SG Anspach)                                       | Robert Georg (TV Wehen) Mona Reich (SG Anspach)                                          |
| 2012 2013 | Steffen Peterskovsky (1. BV Maintal)      | Stefanie Struschka (TV Wehen)                | Daniel Benz (SG Anspach) Robert Georg (TV Wehen)                                      | Stefanie Struschka (TV Wehen) Sandra Emrich (TV Wehen)                                      | Robert Georg (TV Wehen) Lara Käpplein (SG Anspach)                                       |
| 2013 2014 | Peter Lang (SV Fun-Ball Dortelweil)       | Theresa Wurm (SG Anspach)                    | Christopher Fix (1. BV Maintal) Steffen Peterskovsky (1. BV Maintal)                  | Theresa Wurm (SG Anspach) Anna Dollak (TV Wehen)                                            | Daniel Schmidt (TV Wehen) Sandra Emrich (TV Wehen)                                       |
| 2014 2015 | Steffen Peterskovsky (1. BV Maintal)      | Theresa Wurm (SG Anspach)                    | Christopher Fix (1. BV Maintal) Steffen Peterskovsky (1. BV Maintal)                  | Tessa Koschig (1. BV Maintal) Maxi Stelzer (1. BV Maintal)                                  | Peter Lang (SV Fun-Ball Dortelweil) Theresa Wurm (SG Anspach)                            |
| 2015 2016 | Peter Lang (SV Fun-Ball Dortelweil)       | Theresa Wurm (SG Anspach)                    | Christopher Fix (1. BV Maintal) Daniel Benz (SG Anspach)                              | Anna Dollak Theresa Wurm (SG Anspach)                                                       | Christopher Fix (1. BV Maintal) Tessa Koschig (1. BV Maintal)                            |
| 2016 2017 | Peter Lang (SV Fun-Ball Dortelweil)       | Theresa Wurm (SG Anspach)                    | Peter Lang (SV Fun-Ball Dortelweil) Thomas Legleitner (SV Fun-Ball Dortelweil)        | Anna Dollak (SV Fun-Ball Dortelweil) Theresa Wurm (SG Anspach)                              | Peter Lang (SV Fun-Ball Dortelweil) Theresa Wurm (SG Anspach)                            |
| 2017 2018 | Johannes Grieser (SV Fun-Ball Dortelweil) | Theresa Wurm (SV Fun-Ball Dortelweil)        | Johannes Grieser (SV Fun-Ball Dortelweil) Sebastian Grieser (SV Fun-Ball Dortelweil)  | Kathrin Tepel (1. BC Kassel) Maria Victoria Wendt (1. BC Kassel)                            | Fabian Demtröder (TV Dieburg 1863) Theresa Wurm (SV Fun-Ball Dortelweil)                 |
| 2018 2019 | Peter Lang (SV Fun-Ball Dortelweil)       | Mareike Bittner (TV Hofheim)                 | Peter Lang (SV Fun-Ball Dortelweil) Thomas Legleitner (SV Fun-Ball Dortelweil)        | Mariia Rud (1. BV Maintal) Anastasia Winands (1. BV Maintal)                                | Lukas Vogel (TV Hofheim) Sandra Emrich (TV Hofheim)                                      |
| 2019 2020 | Sebastian Grieser (TV Hofheim)            | Theresa Wurm (SV Fun-Ball Dortelweil)        | Fabian Demtröder (SV Fun-Ball Dortelweil) Dominik Proschmann (SV Fun-Ball Dortelweil) | Theresa Wurm (SV Fun-Ball Dortelweil) Sophie Kister (TuS 1872 Schwanheim)                   | Sebastian Grieser (TV Hofheim) Theresa Wurm (SV Fun-Ball Dortelweil)                     |
| 2020 2022 | nicht ausgetragen                         | nicht ausgetragen                            | nicht ausgetragen                                                                     | nicht ausgetragen                                                                           | nicht ausgetragen                                                                        |
| 2022 2023 | Christian Dumler (SV Fun-Ball Dortelweil) | Theresa Wurm (SV Fun-Ball Dortelweil)        | Christian Dumler (SV Fun-Ball Dortelweil) Jonas Gölz (SV Fun-Ball Dortelweil)         | Theresa Wurm (SV Fun-Ball Dortelweil) Petra Herzog (SV Fun-Ball Dortelweil)                 | Christian Dumler (SV Fun-Ball Dortelweil) Theresa Wurm (SV Fun-Ball Dortelweil)          |
| 2023 2024 | Karl Ferdinand Nagel (TV Hofheim)         | Nina Schäfer (TuS Schwanheim)                | Christian Dumler (SV Fun-Ball Dortelweil) Peter Lang (SV Fun-Ball Dortelweil)         | Theresa Wurm (SV Fun-Ball Dortelweil) Xuan Giao-Tien Nguyen (SV Fun-Ball Dortelweil)        | Christian Dumler (SV Fun-Ball Dortelweil) Xuan Giao-Tien Nguyen (SV Fun-Ball Dortelweil) |
| 2024 2025 | Karl Ferdinand Nagel (TV Hofheim)         | Naghmeh Mehrjoo (TuS Schwanheim)             | Christian Dumler (SV Fun-Ball Dortelweil) Karl Ferdinand Nagel (TV Hofheim)           | Sophie Kister (TuS Schwanheim) Naghmeh Mehrjoo (TuS Schwanheim)                             | Christian Dumler (SV Fun-Ball Dortelweil) Theresa Wurm (SV Fun-Ball Dortelweil)          |